# Sebastian Hünerfeld
Sebastian Hünerfeld (* 7. Mai 1975; † 2. Oktober 2024) war ein deutscher Filmproduzent und ZDF-Redaktionsleiter.
Sebastian Hünerfeld studierte Filmwissenschaft an der Johannes Gutenberg-Universität Mainz. Es folgte ein Produzenten-Studium in Hamburg. Von 2004 bis 2011 war er als Filmproduzent bei Maran Film in Baden-Baden tätig, hier entstanden diverse Tatort-Episoden für den Südwestrundfunk. Seit Ende 2011 koordinierte er als Schnittstellenredakteur die Online-Arbeit der Hauptredaktion Fernsehfilm/Serie II/Neue Medien beim ZDF in Mainz. Seit Mai 2024 war er Leiter der ZDF-Redaktion Fernsehfilm 2 in der Hauptredaktion Fernsehfilm/Serie II.

## Filmografie (Auswahl)
- 2005: Das Leben der Philosophen
- 2007: Ich bin eine Insel
- 2007: Tatort: Die dunkle Seite
- 2008: Tatort: Der glückliche Tod
- 2009: Bloch (Fernsehreihe, 3 Folgen)
- 2009: Tatort: Tödlicher Einsatz
- 2009: Tatort: Kassensturz
- 2009: Tatort: Vermisst
- 2010: Tatort: Tod auf dem Rhein
- 2010: Tatort: Hauch des Todes
- 2010: Tatort: Der Schrei
- 2011: Tatort: Tod einer Lehrerin
- 2012: Tatort: Tödliche Häppchen
- 2012: Tatort: Der Wald steht schwarz und schweiget